# Deltadromeus
 (janvier 2011).
 (janvier 2011).
Genre
Espèce
Deltadromeus (« le coureur du delta ») est une espèce éteinte d'abélisaures carnivores de l'Afrique du Nord.
Ce mangeur de viande avait de puissantes, quoique inhabituellement fines pattes postérieures suggérant que c'était un tueur rapide et efficace. Il vivait à la fin du Crétacé, il y a environ 95 millions d'années.

## Caractéristiques
C'était l'un des plus longs dinosaures carnivores : il peut avoir atteint 12 m, soit presque la longueur du Tyrannosaurus, bien qu'il soit estimé qu'il pesait 3,5 tonnes, ce qui le rendait plus fin que le Coelurosaure géant.
Des squelettes de Deltadromeus ont été trouvés avec ceux du plus massif et plus grand Carcharodontosaurus, et il peut avoir vécu aux côtés du plus grand Spinosaurus. Le nom Deltadromeus agilis, signifiant « l'agile coureur du delta » vient du fait que ce dinosaure était taillé pour la course et devait être inhabituellement rapide pour un prédateur de cette taille, et que ses restes ont été trouvés dans un delta fluvial fossile.
Deltadromeus a été originellement décrit comme un grand coelurosaure apparenté au Dryptosaurus, mais des études plus récentes ont montré qu'il était en fait un abélisaure, un membre gigantesque de la famille des noasauridés.
Deltadromeus peut être en fait un jeune spécimen de Bahariasaurus. Bien que nommé en 1996, il a peut-être en fait été découvert par Ernst Stromer von Reichenbach[réf. nécessaire].